# Däumlingssperber

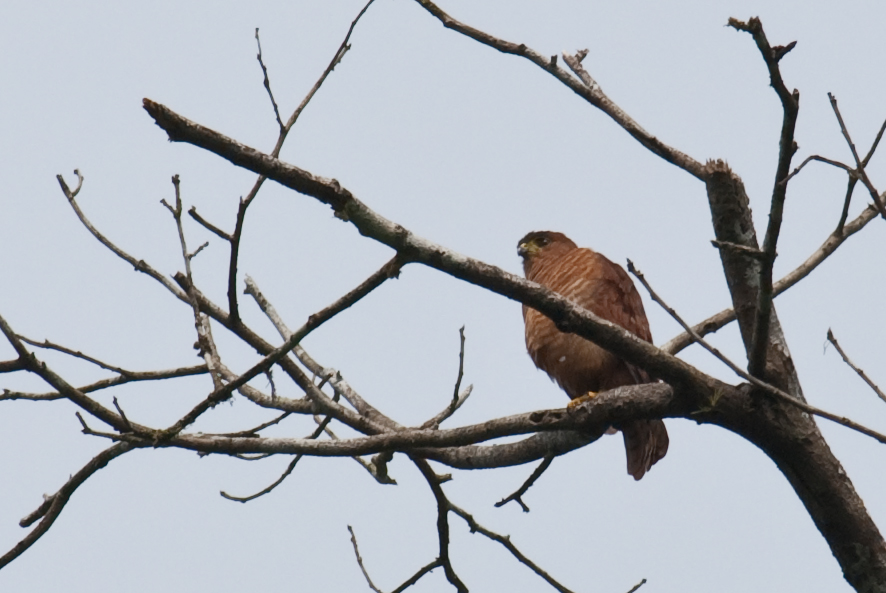
Däumlingssperber (Jugendkleid der rostfarbenen Morphe)

Der Däumlingssperber (Microspizias superciliosus) ist ein Greifvogel aus der Familie der Habichtartigen (Accipitridae). Der Däumlingssperber zählt zu den kleinsten Arten der Habichtartigen, Männchen sind etwa so groß wie eine Singdrossel. Weibchen sind erheblich größer und werden fast doppelt so schwer wie die Männchen. Die Art bewohnt aufgelockerte tropische Wälder und Waldränder in weiten Teilen Mittel- und Südamerikas. Sie gilt als ungefährdet.

## Beschreibung
Däumlingssperber sind typische Vertreter der überwiegend Wald bewohnenden Habichtartigen. Im Vergleich zu anderen Arten der Familie sind die kurzen Flügel relativ stark zugespitzt und der Schwanz ist verhältnismäßig sehr kurz. Beine und Zehen zeigen deutliche Anpassungen an die Jagd auf kleine und schnelle Singvögel. Sie sind vergleichsweise lang und dünn.
Mit einer Körperlänge von 20 bis 26 cm und einer Spannweite von 38 bis 48 cm zählt die Art zu den kleinsten der Gattung. Der Geschlechtsdimorphismus hinsichtlich der Körpergröße und des Körpergewichts ist bei dieser Art extrem. Der Unterschied ist so groß, dass es bezüglich der Körpermaße zwischen den Geschlechtern keinen Überschneidungsbereich gibt. Adulte Männchen der Nominatform M. s. superciliosus haben eine Flügellänge von 134–147 mm; Weibchen messen 155–170 mm. Gewichtsangaben zur Nominatform liegen bisher nicht vor, Männchen der Unterart M. s. fontanieri wiegen 62–75 g; Weibchen 115–134 g. Männchen erreichen im Mittel etwa 62 % des Körpergewichts der Weibchen. 
Däumlingssperber zeigen einen geringen Geschlechtsdimorphismus hinsichtlich der Färbung. Ausgefärbte (adulte) Männchen sind auf der Oberseite schwarzbraun, wobei Oberkopf und Nacken am dunkelsten sind; Rücken und Oberflügel sind grauer. Die Steuerfedern und die Schwingen zeigen oberseits auf braungrauem, unterseits auf weißlichem Grund schwärzliche Querbinden, die Steuerfedern eine ebenso gefärbte Endbinde. Die Unterseite ist weiß und fein grau quer gebändert („gesperbert“), nur die Kehle ist einfarbig weiß und die Wangen sind grau gefleckt. 
Weibchen sind oberseits mehr graubraun, die Unterseite ist auf cremeweißem Grund mehr braungrau gebändert. Bei beiden Geschlechtern sind Wachshaut und Beine gelb, die Krallen sind schwarz. Die Iris ist rot. 
Jungvögel zeigen wie einige andere Arten der Gattung eine braune und eine seltenere rostfarbene Morphe. Die Oberseite ist bei der braunen Morphe braun, Oberkopf und Nacken sind schwärzlich. Der Schwanz zeigt auf braunem Grund schmale, graubraune Querbinden und eine schmale weiße Spitze. Die Unterseite ist auf cremeweißem Grund mehr blassbraun oder rötlichbraun gebändert. Die Kehle ist einfarbig cremefarben, die Wangen sind entsprechend blassbraun oder rotbraun gefleckt.
Bei der rostfarbenen Morphe sind die Federn des Rückens und der Oberflügel breit rostfarben gerandet und nur im Zentrum dunkler braun oder braun gebändert, so dass die Oberseite insgesamt einfarbig rostfarben wirkt. Oberkopf und Nacken sind jedoch wie bei der braunen Morphe schwärzlich. Die Steuerfedern sind auf rostfarbenem Grund scharf abgesetzt, aber unterbrochen schmal schwarz gebändert. Die Unterseite ist auf blass rostfarbenem Grund dunkler rostbraun gebändert. Die Iris ist bei Jungvögeln beider Morphen orange hellgelb; die Wachshaut ist gelb, die Beine sind blassgelb.

## Lautäußerungen
Die Rufe sind kaum beschrieben, bekannt ist bisher nur ein schrilles, gereihtes „krii-rii-rii-rii“.

## Verbreitung und Lebensraum

Verbreitungsgebiet des Däumlingssperbers

Das Verbreitungsgebiet des Däumlingssperbers umfasst weite Teile Mittel- und Südamerikas. Es reicht im Norden vom östlichen Nicaragua und Costa Rica nach Süden bis in den Nordosten von Argentinien und in West-Ost-Richtung von der Pazifikküste Ecuadors bis zur Ostspitze Brasiliens unter Einschluss des größten Teils von Amazonien. Die Art bewohnt dort aufgelockerte tropische Wälder und Waldränder, Lichtungen, benachbarte Plantagen und ältere Sekundärwälder; der geschlossene und dichte Wald wird offenbar eher gemieden. Die Art kommt überwiegend bis in 800 m Höhe vor, lokal bis maximal 1800 m. Alfred Laubmann hatte für sein Werk Die Vögel von Paraguay keinen Balg zur Verfügung. Einen Nachweis für das Land in der Literatur sah er nur im Puerto Bertoni im Departamento Alto Paraná durch Arnaldo de Winkelried Bertoni.

## Systematik
Nach einer molekulargenetischen Untersuchung ist der Däumlingssperber nicht näher mit den Arten der Gattung Accipiter verwandt, dies bestätigten auch skelettmorphologische Untersuchungen von Olson. Olson schlug deshalb im Jahr 2006 die Abtrennung der Art als eigene Gattung Hieraspiza mit dem Namen Hieraspiza superciliosa vor.
Eine weitere molekulargenetische Untersuchung von Anett Kocum im Jahr 2006 hat diese Sonderstellung von A. superciliosus bestätigt. Im Jahr 2021 wurde für den Däumlingssperber und seiner Schwesterart, den Halsbandsperber (Microspizias collaris), die Gattung Microspizias eingeführt.
Zurzeit werden zwei Unterarten anerkannt:
- M. s. superciliosus (Linnaeus, 1766)[9]: Nominatform; Südamerika östlich der Anden.
- M. s. fontanieri (Bonaparte, 1853)[10]: Nicaragua bis in den Westen Ecuadors westlich der Anden; etwas kleiner, kurzschwänziger und dunkler als Nominatform, unterseits kontrastreicher und dunkler gebändert.

## Wanderungen
Wanderungen sind nicht bekannt.

## Jagdweise und Ernährung
Däumlingssperber jagen offenbar überwiegend vom Ansitz aus in einem kurzen, schnellen Verfolgungsflug. Die Art ernährt sich überwiegend von kleinen Vögeln, im Magen eines Individuums wurden jedoch auch Reste von Nagetieren gefunden. Zumindest einige Individuen ernähren sich offenbar überwiegend von Kolibris, die an ihren regelmäßigen Sitzplätzen oder beim Wechsel zwischen diesen im Überraschungsangriff erbeutet werden.

## Fortpflanzung
Viele Aspekte der Fortpflanzung sind bisher kaum untersucht. Über den Revieren können die Vögel kreisend beobachtet werden, Flugspiele sind bisher nicht bekannt. Die zwei bisher beschriebenen aus Zweigen gebauten Nester befanden sich hoch in Bäumen, eines davon in einem alten Nest eines Schwarzhalsbussards (Busarellus nigricollis). In Panama und Kolumbien fällt die Brutzeit vermutlich in den Zeitraum Februar bis Juni, im Süden wahrscheinlich in die Zeit von Oktober bis Januar; im nördlichen zentralen Brasilien wurden große Nestlinge einmal im August angetroffen. Das Gelege umfasst ein bis drei Eier; Angaben zur Brutdauer, zur Anzahl der Nestlinge und zur Nestlingszeit liegen bisher nicht vor.

## Etymologie
Der Begriff Microspizias ist ein Wortgebilde aus  mikrós, deutsch ‚klein‘ und σπιζίας spizías, deutsch ‚Falke, Habicht‘. Der Artname superciliosus hat seinen Ursprung in lateinisch superciliosus, supercilium ‚hochmütig, arrogant, mit hochgezogenen Augenbrauen, Augenbrauen‘. Fontanieri ist dem französischen Diplomaten und Konsul von Santa Marta Victor Fontanier (1796–1857) gewidmet.

## Bestand und Gefährdung
Die Art wird aufgrund ihres Lebensraumes, ihrer relativ heimlichen Lebensweise und durch Verwechslung mit anderen Arten meist untererfasst. Gesicherte Angaben zur Größe des Weltbestandes gibt es nicht, Ferguson-Lees & Christie gehen von einem Gesamtbestand von weniger als 100.000 Vögeln aus. Die IUCN stuft die Art für das Jahr 2008 als ungefährdet („least concern“) ein.